# Jim Hall (cầu thủ bóng đá, sinh năm 1945)
James Leonard Hall (sinh ngày 21 tháng 3 năm 1945) là một cựu cầu thủ bóng đá người Anh từng thi đấu ở vị trí tiền đạo.
Ông khởi đầu sự nghiệp bóng đá tại Northampton ON Chenecks với tư cách cầu thủ trẻ có 1 lần khác áo tuyển Trẻ Anh trước khi có 450 lần ra sân ở Football League, bao gồm hơn 300 lần cho Peterborough United.  Ông ghi 122 bàn ở Giải vô địch cho Peterborough giai đoạn 1967–1975, và là cầu thủ ghi nhiều bàn thắng ở Giải vô địch nhất mọi thời đại.